# FC Sankt Augustin
Der FC Sankt Augustin (offiziell: Fußballclub Sankt Augustin 1978 e. V.) ist ein Sportverein aus Sankt Augustin im Rhein-Sieg-Kreis. Die erste Fußballmannschaft der Frauen nahm zweimal am DFB-Pokal teil.

## Geschichte
Der Verein wurde am 11. Januar 1978 gegründet und spielte zunächst auf dem Sportplatz des TuS Niederpleis. Ein Jahr später gründete der Verein eine Frauenmannschaft, die Mitte der 1980er Jahre einen sportlichen Höhenflug erlebte. Nach drei Aufstiegen in vier Jahren erreichte das Team die seinerzeit erstklassige Regionalliga West. Dort wurde der FC Sankt Augustin zu einer Fahrstuhlmannschaft. Nach dem direkten Wiederabstieg folgte 1988 der zweite Aufstieg in die Regionalliga. Dort gelang zwei Jahre später nur durch die Einführung der Bundesliga der Klassenerhalt. Sieglos und mit 2:38 Punkten stieg die Mannschaft 1991 aus der Regionalliga ab. In der Saison 1993/94 folgte ein erneutes einjähriges Gastspiel in der Regionalliga sowie die erstmalige Qualifikation für den DFB-Pokal.
Sankt Augustin verlor ihr Erstrundenspiel gegen den VfB Rheine mit 0:5. 1995 stieg die Mannschaft zum vierten Mal in die Regionalliga auf und erreichte auf Anhieb Platz vier. Im DFB-Pokal hatte die Mannschaft zunächst ein Freilos und verlor in Runde zwei gegen den TSV Siegen mit 0:6. Schon 1997 folgte der erneute Abstieg in die Verbandsliga. Es folgte ein weiteres Regionalligagastspiel in der Saison 2003/04. Im Jahre 2009 stieg die Mannschaft erneut in die Regionalliga auf und war als Vorletzter sportlich abgestiegen. Da der TuS Harpen seine Mannschaft zurückzog und Rot-Weiß Merl auf das Nachrücken verzichtete, blieb Sankt Augustin Regionalligist. Ein Jahr später stieg die Mannschaft erneut ab und spielt somit seit 2011 in der viertklassigen Mittelrheinliga. 2015 löste sich die Frauenmannschaft auf. Die Männermannschaft des FC Sankt Augustin tritt seit dem Abstieg im Jahre 2004 in der Kreisliga C, der untersten Spielklasse, an.

## Persönlichkeiten
- Verena Hagedorn
- Claudia Klein
- Célia Šašić (geb. Okoyino da Mbabi)